# Apseudes nhatrangensis
Apseudes nhatrangensis is een naaldkreeftjessoort uit de familie van de Apseudidae. De wetenschappelijke naam van de soort is voor het eerst geldig gepubliceerd in 1978 door Sueo M. Shiino.